# Epiphragma bakeri
Epiphragma bakeri är en tvåvingeart som beskrevs av Alexander 1922. Epiphragma bakeri ingår i släktet Epiphragma och familjen småharkrankar. Inga underarter finns listade i Catalogue of Life.